# Оправданный законом
«Оправданный законом» (иер. трад. 溶屍奇案, упр. 溶尸奇案, кант.-рус.: Юнг си кей он, англ. Legal Innocence) — гонконгский триллер 1993 года, режиссёр Ча Чуэнь-И. Главные роли в фильме исполнили Френсис Нг, Сесилия Ип, Айви Люн, Энтони Вонг, Пол Чун и Хуэй Сиу-Хун.
Картина получила три номинации на 13-й Гонконгской кинопремии.

## Сюжет
Патрика Вонга (Френсис Нг) и Китти Юэнь (Айви Люн) арестовывают и предъявляют обвинение в убийстве. Бывшая девушка Патрика найдена мёртвой, и есть подозрения, что именно они причастны к этому делу. Проходит четыре года, Патрика приговаривают к смерти, и он ожидает своей участи в тюрьме. Его регулярно посещает Ширли (Сесилия Ип), которая начинает верить в то, что он никого не убивал. В конце концов они женятся, а Патрик получает шанс на апелляцию, которая должна поставить точку в истории этого загадочного убийства.

## В ролях
- Френсис Нг — Патрик Вонг
- Сесилия Ип — Ширли Ченг
- Айви Люн[кит.] — Китти Юэнь
- Энтони Вонг — офицер Лау
- Пол Чун — прокурор
- Хуэй Сиу-Хун[англ.] — юрист

## Награды и номинации
| Награды                     | Награды                           | Награды                                  | Награды   |
| Кинопремия                  | Категория                         | Лауреат / претендент                     | Результат |
| --------------------------- | --------------------------------- | ---------------------------------------- | --------- |
| 13-я Гонконгская кинопремия | Лучшая режиссёрская работа        | Ча Чуэнь-И                               | Номинация |
| 13-я Гонконгская кинопремия | Лучший сценарий                   | Кай Чунг Чунг, Ой Фонг Чунг, Лан Кэй Тоа | Номинация |
| 13-я Гонконгская кинопремия | Лучшая мужская роль второго плана | Энтони Вонг                              | Номинация |